# أنتيباتر الثاني
أنتيباتر الثاني (46 - 4 ق.م) هو الابن الأكبر لهيرودس الكبير، طفله الوحيد من زوجته الأولى دوريس. تم تسميته على اسم جده أنتيباتر الأدومي. تم نفيه هو ووالدته بعد أن طلقها هيرودس في الفترة بين 43 ق م و40 ق م للزواج من مريمان الأولى. ولكن استدعاه بعد سقوط مريمان في 29 ق م، وفي 13 ق م جعله هيرودس وريثه الأول في وصيته. احتفظ بهذا المنصب حتى عندما حاول ألكسندر وأرسطوبولس (أبناء هيرودس من قبل مريمان الأولى) الإطاحة بوالدهم واعتلاء العرش في 12 ق م، وأمر هيرودس بإعدامهما، وأصبح أنتيباتر الوريث الوحيد للعرش حصريًا في 7 ق م، وبعده أخوه هيرودس الثاني كولي عهد ثانٍ.
في 5 ق م اتهمه بوبليوس كوينكتيليوس فاروس الحاكم الروماني لسوريا بقتل والده هيرودس. ورأى أنه مذنب، ووافق القيصر أغسطس على حكم الإعدام الموصى به، بعد صدور الحكم أصبح هيرودوس أنتيباس هو وريث العرش. وفي 4 ق م أُعدِم أنتيباتر، وأصبح هيرودس أرخيلاوس وريثًا في وصية والده كملك على مملكة هيرودس بأكملها بالاشتراك مع أنتيباس وفيليب كحكم رباعي على مناطق معينة.
ذكر يوسيفوس فلافيوس اثنين من زوجات أنتيباتر. الأولى كانت ابنة أخيه مريمان الثالثة ابنة أرسطوبولس الرابع. والثانية كانت أميرة حشمونية رفيعة المستوى ابنة أنتيجونوس الحشموني آخر ملوك الحشمونيين. كما تزوج أيضًا ابنة عم مريمان الأولى الزوجة الملكية الشهيرة لهيرودس الكبير. يذكر يوسيفوس فلافيوس أنها كانت في القصر مع دوريس والدة أنتيباتر، لدعم زوجها أثناء محاكمة فاروس له في 5 قبل الميلاد.